# Дрогобицький механіко-технологічний коледж
Дрогобицький механіко-технологічний фаховий коледж — державний вищий навчальний заклад України. На ринку освітніх послуг коледж працює з 1924 року.

## Історія та сучасність
У 1939 році на базі середньої технічної школи було створено Дрогобицький механічний технікум. Технікум було створено з метою підготовки фахівців-механіків для роботи на нафтопереробних підприємствах міста Дрогобича. Першим директором був інженер Микола Сов'як із села Лішня Дрогобицького району.
Війна перервала навчальний процес у технікумі, котрий було відновлено у 1944 році. Тоді технікум мав назву — електронно-механічний. Перший випуск студентів відбувся у 1948 році.
З 1949 року технікум розпочав підготовку фахівців з обробки металів різанням. Згодом, у 1952 році, розпочали готувати технологів столярного та меблевого виробництв.
у 1956 році Міністерством паливної промисловості було передано Івано-Франківському раднаргоспу, а з 1967 року він став галузевим середнім спеціальним навчальним закладом у складі Міністерства хімічного і нафтового машинобудування СРСР.
З 28 листопада 1991 року технікумом підготовлено понад 10 тисяч фахівців для машинобудівної промисловості України.
Згідно з наказом Міністерства освіти України № 175 від 14.06.1995 року Дрогобицький механічний технікум атестовано за першим рівнем атестації.

## Структура коледжу
Денне відділення

Завідувач денним відділенням — Яцинич О.Б.., Федисів Т. Б., Лазарів М. М.

Заочне відділення

Методист заочного відділення — Літвінова Т. В.

Навчально-виробничі майстерні

Завідувач майстернями — Гамків В. М.

Бібліотека

Завідувач бібліотеки — Андрущакевич Г. І.

Спортивний комплекс

Керівник фізичного виховання — Тарасюк О. С.

## Спеціальності
Дрогобицький механіко-технологічний коледж здійснює підготовку фахівців з таких спеціальностей:
- «Дизайн»;
- «Діловодство»;
- «Бухгалтерський облік»;
- «Технологія обробки матеріалів на верстатах та автоматичних лініях»;
- «Інструментальне виробництво»;
- «Обслуговування систем управління та автоматики»;
- «Розробка програмного забезпечення».

Дрогобицький механіко-технологічний коледж готує молодших спеціалістів за вказаними спеціальностями для підприємств, установ, організацій Західного регіону. Зокрема для Львівської, Тернопільської, Івано-Франківської та Закарпатської областей.
Коледж входить в навчально-науково-виробничий комплекс при Івано-Франківському національному технічному університеті нафти і газу з ступеневої підготовки фахівців за спеціальностями «Технологія машинобудування», «Документознавство» та «Бухгалтерський облік і аудит». З 1994 року коледж входить в навчально-науково-виробничий комплекс при Національному університеті «Львівська політехніка» за спеціальністю «Інженерна механіка».
Для якісної підготовки фахівців, яких потребує ринок праці, Дрогобицький механіко-технологічний коледж розвиває власне виробництво і на його основі примножує та модернізує навчально-матеріальну базу. З цією метою Дрогобицький механіко-технологічний коледж виготовляє промислову продукцію не тільки для організацій і підприємств Львівської, але й сусідніх областей.
При коледжі діють підготовчі курси для вступу до Національного університету «Львівська політехніка» та Івано-Франківського національного-технічного університету нафти і газу.
Коледж здійснює професійно-технічне навчання, перепідготовку та підвищення кваліфікації з наступних спеціальностей:
- «Cлюсар контрольно-вимірювальних приладів і автоматик»;
- «Cлюсар з експлуатації та ремонту газового устаткування»;
- «Стропальник»;
- «Чистильник димоходів, лежаків та топок»;
- «Оператор котельні»;
- «Оператор комп'ютерного набору»;
- «Секретар керівника організації, підприємства, установи»;
- «Оператор верстатів з програмним керуванням»;
- «Токар»;
- «Фрезерувальник»;
- «Свердлувальник».

Коледж здійснює також перепідготовку та підвищення кваліфікації зі спеціальності «Бухгалтерський облік». При коледжі діють тримісячні курси операторів комп'ютерного набору, секретарів-керівників, а також шестимісячні курси перепідготовки бухгалтерів. Ці курси функціонують за скеруванням осіб з числа незайнятого населення Дрогобицьким, Трускавецьким, Стебницьким та Бориславським центрами зайнятості.
Матеріально-технічна база: 4 навчальні корпуси, бібліотека, навчально-виробничі майстерні, оснащені сучасним металорізальним обладнанням, у тому числі верстатами з ЧПК, 6 комп'ютерних лабораторій, 2 спортзали. Викладацький склад — 90 викладачів. Форми навчання: денна, заочна.

## Навчально-виробничі майстерні
Виробнича база в технікумі почалась розвиватись у 1957 році. Пройшло переобладнання навчально — виробничих майстерень, часткове поповнення майстерень обладнанням. У 1960 році зміцнюється матеріальна база майстерень технікуму, пускається в експлуатацію кузня, збільшуються об'єми продукції. Перша продукція, яку випускали майстерні — це труборізи, які поставлялись по цілому СРСР. З 1967 року, коли технікум став галузевим середнім навчальним закладом у складі Міністерства хімічного і нафтового машинобудування СРСР, майстерні технікуму в основному випускають продукцію для базового Дрогобицького долотного заводу. Це сопла бурових доліт 244,5 ОК — ПВ, Ш2699 ТЗ — ПГВ, кришки доліт С — Гну.
Майстерні поповнюються новим обладнанням, різко підвищується якість практичної підготовки студентів.
У 1988 році завершуються проектні роботи по спорудженню нових навчально–виробничих майстерень, а у березні 1997 році урочисто відкривається перша черга навчально–виробничих майстерень.
Майстерні працюють разом з МПП «МІОС». Це період встановлення майстерень, як Госпрозрахункової одиниці. В період з 1997 по 2001 роки для даного підприємства виготовлялись шайби для коронок різних діаметрів, скребки до ланцюгів тягових, вісі заклепок, шайби заклепок та інша продукція.
Починаючи з 2001 року навчально-виробничі майстерні працюють в тісній співдружності з ВАТ «Дрогобицький долотний завод». На замовлення котрого виготовляли комплектуючі до доліт різних марок:
- Обойми КЦР4 — 100.004
- Кільця КЦР4 — 100.005
- Стакани 393,7 С — ЦГВ4.007
- Патрубки 393,7 С — ЦГВ1.004
- Насадки 244,5 ОК — ПГВ Д26. 007 різних діаметрів
- Кришки резервуару Д0705, R6090
- Фільтри 244,5 ОК — ПГВ Д26. 013, 013-1

З 2006 року навчально–виробничі майстерні починають випускати продукцію для ВАТ «Дрогобицький завод автомобільних кранів». Це 40 найменувань комплектуючих різної складності для автомобільних кранів
Випускаючи продукцію для двох машинобудівних заводів створились прекрасні виробничі умови для практичного навчання студентів.

## Дирекція коледжу
- Керівник коледжу — Звір Богдан Іванович.
- Заступник директора з навчальної роботи — Ренжин Павло Михайлович.
- Заступник директора з виховної роботи — Пашко Юрій Ярославович
- Заступник директора з навчально-виробничої роботи — Конончук Мирослава Львівна.
- Заступник директора з АГР — Держко Руслан Васильович.

## Випускники
- Лесешак Дмитро Васильович (1984—2014) — солдат Збройних сил України, учасник російсько-української війни.